# Выборы глав субъектов Российской Федерации в 1992 году
В течение 1992 года в России выборы глав субъектов прошли лишь три раза, так как действовал мораторий на проведение выборов. В январе завершились выборы в Адыгее и Кабардино-Балкарии, которые были назначены до введения моратория, а в марте — в Туве, где мораторий был проигнорирован.
| Дата выборов       | Вид выборов                                                               | Результаты выборов (избранное должностное лицо, повторное голосование, недействительность выборов) | Итоги голосования (в процентах) | Примечания |
| 5 января 1992 года | Выборы Президента Адыгеи (повторное голосование)                          | | активность — 59,9 % Аслан Джаримов — 69,4 % Пшимаф Хакуз — 23,4 % | … |
| 5 января 1992 года | Выборы Президента Кабардино-Балкарской Республики (повторное голосование) | | активность — 53,8 % Валерий Коков — 88,9 % | Во втором туре Валерий Коков баллотировался на безальтернативной основе, после снятия своей кандидатуры Феликом Хараевым. |
| 15 марта 1992 года | Выборы Президента Тувы                                                    | | активность — 74,6 % Ооржак, Шериг-оол Дизижикович, председатель Совета Министров республики — 83,2 % Баир Санчи, генеральный директор коммерческо-снабженческого предприятия «Тувапосредкомпания» — 9,6 % | В Туве выборы были проведены несмотря на мораторий, установленный Съездом народных депутатов. В дальнейшем в течение нескольких лет на территории республики провозглашался суверенитет, отрицалось верховенство российских законов и т. п. |